# Donica (wzgórze)
Donica (387 m) – wzgórze na Wyżynie Częstochowskiej, w miejscowości Olsztyn, w województwie śląskim, w powiecie częstochowskim. Znajduje się w południowej części Sokolich Gór.
Znaczna część Donicy znajduje się w obrębie rezerwatu przyrody Sokole Góry. Wzgórze jest porośnięte lasem, w którym występują liczne skałki wapienne. W skałach znajduje się kilka jaskiń i  schronisk: Jaskinia Szpatowców w Donicy, Schronisko w Donicy Pierwsze, Schronisko w Donicy Drugie, Schronisko w Donicy Trzecie, Schronisko w Donicy Czwarte, Schronisko w Donicy Piąte, Schronisko w Donicy Szóste, Schronisko w Donicy Siódme.